# 2000 w filmie
Ten artykuł należy dopracować:

przedstawiono sytuację tylko z polskiej perspektywy – artykuł powinien być przekrojowy.
Pomóż go poprawić. Na stronie dyskusji mogą znajdywać się pomocne komentarze.
Wydarzenia filmowe w 2000 roku.

## Urodzili się
- 4 maja – Nicholas Hamilton, australijski aktor i piosenkarz
- 29 maja – Adam Zdrójkowski, polski aktor

## Zmarli
- 19 stycznia – Hedy Lamarr, amerykańska aktorka (ur. 1914)
- 11 lutego – Roger Vadim, francuski reżyser (ur. 1928)
- 21 maja – John Gielgud, brytyjski aktor (ur. 1904)
- 1 czerwca – Eliasz Kuziemski, polski aktor (ur. 1922)
- 1 lipca – Walter Matthau, amerykański aktor (ur. 1920)
- 5 sierpnia – sir Alec Guinness, brytyjski aktor (ur. 1914)
- 3 października – Wojciech Jerzy Has, polski reżyser filmowy, scenarzysta, producent (ur. 1925)
- 26 grudnia:
  - Jason Robards, amerykański aktor (ur. 1922)
  - Piotr Łuszcz, ps. Magik, polski raper, członek zespołów Kaliber 44 i Paktofonika (ur. 1978)

## Premiery

### polskie
| Data            | Tytuł filmu                                             | Kraj   | Reżyseria         | Obsada                                                                                     |
| --------------- | ------------------------------------------------------- | ------ | ----------------- | ------------------------------------------------------------------------------------------ |
| 7 stycznia      | Moja Angelika                                           | Polska | Stanisław Kuźnik  | Monika Kwiatkowska, Radosław Pazura, Olaf Lubaszenko, Andrzej Precigs                      |
| 14 stycznia     | Prawo ojca                                              | Polska | Marek Kondrat     | Marek Kondrat, Szymon Bobrowski, Piotr Machalica                                           |
| 18 stycznia     | Zakochani                                               | Polska | Piotr Wereśniak   | Magdalena Cielecka, Bartosz Opania, Beata Tyszkiewicz, Katarzyna Figura, Jan Frycz         |
| 7 lutego        | Kallafiorr                                              | Polska | Jacek Borcuch     | Andrzej Chyra, Daniel Bloom, Tomasz Kalczyński, Robert Dąbrowski, Jacek Borcuch            |
| 11 lutego       | To my                                                   | Polska | Waldemar Szarek   | Marta Dąbrowa, Rafał Cieszyński, Bronisław Wrocławski, Leon Niemczyk                       |
| 25 lutego       | Chłopaki nie płaczą                                     | Polska | Olaf Lubaszenko   | Maciej Stuhr, Cezary Pazura, Michał Milowicz, Mirosław Zbrojewicz, Wojciech Klata          |
| 10 marca        | Córy szczęścia                                          | /      | Márta Mészáros    | Olga Drozdowa, Jan Nowicki, Masza Petraniuk, Igor Czerniewicz, Olaf Lubaszenko             |
| 24 marca        | Ostatnia misja                                          | Polska | Wojciech Wójcik   | Peter J. Lucas, Janusz Gajos, Ewa Gorzelak, Mirosław Baka, Piotr Fronczewski               |
| 28 marca        | Torowisko                                               | Polska | Urszula Urbaniak  | Karolina Dryzner, Ewa Lorska, Michał Litwiniec, Adam Woronowicz, Marcin Dorociński         |
| 31 marca        | Operacja „Koza”                                         | Polska | Konrad Szołajski  | Ewa Gawryluk, Olaf Lubaszenko, Stanisława Celińska, Krzysztof Kowalewski                   |
| 7 kwietnia      | Pierwszy milion                                         | Polska | Waldemar Dziki    | Szymon Bobrowski, Przemysław Sadowski, Aleksandr Siemczew, Agnieszka Warchulska            |
| 19 maja         | Wszyscy moi bliscy                                      | /      | Matěj Mináč       | Josef Abrhám, Libuše Šafránková, Jiří Bartoška, Rupert Graves                              |
| 26 maja         | Król sokołów                                            | /      | Vaclav Vorliček   | Brano Holicek, Juraj Kukura, Klara Jandova, Agnieszka Wagner, Waldemar Kownacki            |
| 26 maja         | Odwrócona góra albo film pod strasznym tytułem          | Polska | Leszek Gałysz     | Dubbing: Daniel Olbrychski, Adam Ferency, Krzysztof Kowalewski                             |
| 16 czerwca      | To ja, złodziej                                         | Polska | Jacek Bromski     | Jan Urbański, Zbigniew Dunin-Kozicki, Janusz Gajos, Daniel Olbrychski                      |
| 25 sierpnia     | Duże zwierzę                                            | Polska | Jerzy Stuhr       | Anna Dymna, Jerzy Stuhr, Dominika Bednarczyk, Błażej Wójcik                                |
| 1 września      | Nie ma zmiłuj                                           | Polska | Waldemar Krzystek | Rafał Maćkowiak, Anna Piróg, Michał Lesień, Katarzyna Bujakiewicz, Adam Kamień             |
| 8 września      | Enduro Bojz                                             | Polska | Piotr Starzak     | Jan Wieczorkowski, Andrzej Andrzejewski, Adam Ferency, Barbara Kurzaj                      |
| 8 września      | Życie jako śmiertelna choroba przenoszona drogą płciową | Polska | Krzysztof Zanussi | Zbigniew Zapasiewicz, Krystyna Janda, Monika Krzywkowska, Paweł Okraska                    |
| 11 września     | Musisz żyć                                              | Polska | Konrad Szołajski  | Piotr Fronczewski, Sława Kwaśniewska, Marzena Trybała, Dominika Ostałowska, Wojciech Klata |
| 22 września     | Prymas. Trzy lata z tysiąca                             | Polska | Teresa Kotlarczyk | Andrzej Seweryn, Maja Ostaszewska, Zbigniew Zamachowski, Krzysztof Wakuliński              |
| 6 października  | Siostry                                                 | Polska | Paweł Łoziński    | ---                                                                                        |
| 13 października | Ziemia obiecana (wersja reżyserska)                     | Polska | Andrzej Wajda     | Daniel Olbrychski, Wojciech Pszoniak, Andrzej Seweryn, Kalina Jędrusik, Anna Nehrebecka    |
| 3 listopada     | Świąteczna przygoda                                     | Polska | Dariusz Zawiślak  | Paweł Burczyk, Bartosz Opania, Jan Englert, Katarzyna Olasz                                |
| 10 listopada    | 4 w 1                                                   | Polska | Wenanty Nosul     | Lech Dyblik, Lech Mackiewicz, Oskar Martin, Wenanty Nosul                                  |
| 10 listopada    | Syzyfowe prace                                          | Polska | Paweł Komorowski  | Łukasz Garlicki, Bartek Kasprzykowski, Franciszek Pieczka, Alicja Bachleda-Curuś           |
| 17 listopada    | Daleko od okna                                          | Polska | Jan Jakub Kolski  | Dorota Landowska, Dominika Ostałowska, Bartosz Opania, Krzysztof Pieczyński                |
| 24 listopada    | Bajland                                                 | Polska | Henryk Dederko    | Wojciech Pszoniak, Olaf Lubaszenko, Magda Teresa Wójcik, Karolina Rosińska                 |
| 8 grudnia       | Podróże                                                 | /      | Emmanuel Finkiel  | Shulamit Adar, Liliane Rovere, Esther Gorintin, Magda Czartoryjska                         |

### premiery zagraniczne

#### styczeń
| Data        | Tytuł filmu                                   | Kraj              | Reżyseria                             | Obsada                                                                               |
| ----------- | --------------------------------------------- | ----------------- | ------------------------------------- | ------------------------------------------------------------------------------------ |
| 5 stycznia  | Józef z Nazaretu                              | /                 | Raffaele Mertes                       | Tobias Moretti, Ennio Fantastichini, Mattia Sbragia                                  |
| 7 stycznia  | Prosta historia                               | /                 | David Lynch                           | Richard Farnsworth, Sissy Spacek, Harry Dean Stanton                                 |
| 7 stycznia  | Purpurowe skrzypce                            | /                 | François Girard                       | Samuel L. Jackson, Greta Scacchi, Jason Flemyng, Don McKellar                        |
| 7 stycznia  | Świat to za mało                              | /                 | Michael Apted                         | Pierce Brosnan, Sophie Marceau, Robert Carlyle, Denise Richards, Robbie Coltrane     |
| 7 stycznia  | Taniec ulotnych marzeń                        | /                 | Pat O’Connor                          | Gerard McSorley, Meryl Streep, Michael Gambon, Catherine McCormack                   |
| 14 stycznia | Szósty zmysł                                  | Stany Zjednoczone | M. Night Shyamalan                    | Bruce Willis, Haley Joel Osment, Toni Collette, Olivia Williams                      |
| 15 stycznia | Mifune                                        | /                 | Søren Kragh-Jacobsen                  | Iben Hjejle, Anders W. Berthelsen, Jesper Asholt, Emil Tarding                       |
| 21 stycznia | Austin Powers: Szpieg, który nie umiera nigdy | Stany Zjednoczone | Jay Roach                             | Mike Myers, Heather Graham, Michael York, Robert Wagner, Rob Lowe                    |
| 21 stycznia | Europa                                        | /                 | Lars von Trier                        | Jean-Marc Barr, Barbara Sukowa, Udo Kier, Ernst-Hugo Järegård, Erik Mørk             |
| 21 stycznia | Kraina Hi-Lo                                  | /                 | Stephen Frears                        | Billy Crudup, Woody Harrelson, Cole Hauser, Patricia Arquette, Penélope Cruz         |
| 28 stycznia | Toy Story 2                                   | Stany Zjednoczone | John Lasseter Ash Brannon Lee Unkrich | Dubbing: Tom Hanks, Tim Allen, Joan Cusack, Kelsey Grammer                           |
| 28 stycznia | W szponach korupcji                           | Stany Zjednoczone | James Foley                           | Chow Yun Fat, Mark Wahlberg, Ric Young, Paul Ben-Victor, Jon Kit Lee                 |
| 28 stycznia | Zagubione serca                               | Stany Zjednoczone | Sydney Pollack                        | Harrison Ford, Kristin Scott Thomas, Charles S. Dutton, Bonnie Hunt, Dennis Haysbert |

#### luty
| Data      | Tytuł filmu                  | Kraj              | Reżyseria        | Obsada                                                                               |
| --------- | ---------------------------- | ----------------- | ---------------- | ------------------------------------------------------------------------------------ |
| 4 lutego  | Dziewiąte wrota              | /                 | Roman Polański   | Johnny Depp, Frank Langella, Lena Olin, Emmanuelle Seigner, Barbara Jefford          |
| 4 lutego  | Ghost Dog: Droga samuraja    | /                 | Jim Jarmusch     | Forest Whitaker, John Tormey, Cliff Gorman, Frank Minucci                            |
| 4 lutego  | Mickey Niebieskie Oko        | /                 | Kelly Makin      | Hugh Grant, James Caan, Jeanne Tripplehorn, Burt Young, James Fox                    |
| 4 lutego  | Pociąg życia                 | /                 | Radu Mihăileanu  | Lionel Abelanski, Rufus, Clément Harari, Michel Muller, Agathe de La Fontaine        |
| 11 lutego | American Beauty              | Stany Zjednoczone | Sam Mendes       | Kevin Spacey, Annette Bening, Thora Birch, Wes Bentley, Mena Suvari                  |
| 11 lutego | Jakub kłamca                 | /                 | Peter Kassovitz  | Robin Williams, Alan Arkin, Michael Jeter, Liev Schreiber, Armin Mueller-Stahl       |
| 11 lutego | Podziemny krąg               | /                 | David Fincher    | Edward Norton, Brad Pitt, Helena Bonham Carter, Meat Loaf, Zach Grenier              |
| 11 lutego | Zapach trawki, smak wolności | Nowa Zelandia     | Robert Sarkies   | Willa O’Neill, Neill Rea, Ashleigh Seagar, Taika Cohen, Charlie Bleakley             |
| 18 lutego | Cyrulik syberyjski           | /                 | Nikita Michałkow | Julia Ormond, Richard Harris, Oleg Mieńszykow, Aleksiej Pietrienko, Marina Niejołowa |
| 18 lutego | Joanna d’Arc                 | Francja           | Luc Besson       | Milla Jovovich, John Malkovich, Faye Dunaway, Dustin Hoffman, Vincent Cassel         |
| 25 lutego | Jeździec bez głowy           | /                 | Tim Burton       | Johnny Depp, Christina Ricci, Miranda Richardson, Michael Gambon, Casper Van Dien    |
| 25 lutego | Pi                           | Stany Zjednoczone | Darren Aronofsky | Sean Gullette, Mark Margolis, Ben Shenkman, Pamela Hart, Stephen Pearlman            |
| 25 lutego | Wbrew regułom                | Stany Zjednoczone | Lasse Hallström  | Tobey Maguire, Charlize Theron, Delroy Lindo, Paul Rudd, Michael Caine               |

#### marzec
| Data     | Tytuł filmu             | Kraj              | Reżyseria                     | Obsada                                                                                   |
| -------- | ----------------------- | ----------------- | ----------------------------- | ---------------------------------------------------------------------------------------- |
| 3 marca  | Blair Witch Project     | Stany Zjednoczone | Daniel Myrick Eduardo Sánchez | Heather Donahue, Joshua Leonard, Michael C. Williams, Bob Griffith, Jim King             |
| 3 marca  | Informator              | Stany Zjednoczone | Michael Mann                  | Al Pacino, Russell Crowe, Christopher Plummer, Diane Venora, Philip Baker Hall           |
| 3 marca  | Kolekcjoner kości       | Stany Zjednoczone | Phillip Noyce                 | Denzel Washington, Angelina Jolie, Queen Latifah, Michael Rooker, Mike McGlone           |
| 3 marca  | Miasteczko South Park   | Stany Zjednoczone | Trey Parker                   | Dubbing: Trey Parker, Matt Stone, Mary Kay Bergman, Isaac Hayes, Jesse Howell            |
| 3 marca  | Plunkett i Macleane     | Wielka Brytania   | Jake Scott                    | Jonny Lee Miller, Robert Carlyle, Iain Robertson, Ken Stott, Tommy Flanagan              |
| 10 marca | Anna i król             | Stany Zjednoczone | Andy Tennant                  | Jodie Foster, Chow Yun Fat, Bai Ling, Tom Felton, Syed Alwi, Randall Duk Kim             |
| 10 marca | Koncert na 50 serc      | Stany Zjednoczone | Wes Craven                    | Meryl Streep, Cloris Leachman, Aidan Quinn, Angela Bassett, Gloria Estefan               |
| 10 marca | Prochy Angeli           | /                 | Alan Parker                   | Emily Watson, Robert Carlyle, Michael Legge, Ronnie Masterson, Pauline McLynn            |
| 17 marca | 8 i pół kobiety         | /                 | Peter Greenaway               | John Standing, Matthew Delamere, Vivian Wu, Toni Collette, Amanda Plummer                |
| 17 marca | Podwójne zagrożenie     | /                 | Bruce Beresford               | Tommy Lee Jones, Ashley Judd, Bruce Greenwood, John Maclaren, Ed Evanko                  |
| 24 marca | Stuart Malutki          | /                 | Rob Minkoff                   | Michael J. Fox, Geena Davis, Hugh Laurie, Jonathan Lipnicki, Nathan Lane                 |
| 24 marca | Utalentowany pan Ripley | Stany Zjednoczone | Anthony Minghella             | Matt Damon, Gwyneth Paltrow, Jude Law, Cate Blanchett, Philip Seymour Hoffman            |
| 31 marca | Dziewczyna na moście    | Francja           | Patrice Leconte               | Vanessa Paradis, Daniel Auteuil, Frédéric Pfluger, Demetre Georgalas, Catherine Lascault |
| 31 marca | Jesienna opowieść       | Francja           | Éric Rohmer                   | Marie Rivière, Béatrice Romand, Alain Libolt, Didier Sandre, Alexia Portal               |
| 31 marca | Niebiańska plaża        | /                 | Danny Boyle                   | Leonardo DiCaprio, Virginie Ledoyen, Guillaume Canet, Robert Carlyle                     |

#### kwiecień
| Data        | Tytuł filmu            | Kraj              | Reżyseria                     | Obsada |  |
| ----------- | ---------------------- | ----------------- | ----------------------------- | --- |  |
| 7 kwietnia  | Być jak John Malkovich | Stany Zjednoczone | Spike Jonze                   | John Cusack, Cameron Diaz, Catherine Keener, Orson Bean, John Malkovich                                                |  |
| 7 kwietnia  | Huragan                | Stany Zjednoczone | Norman Jewison                | Denzel Washington, Vicellous Reon Shannon, Deborah Kara Unger, Liev Schreiber                                          |  |
| 14 kwietnia | eXistenZ               | /                 | David Cronenberg              | Jennifer Jason Leigh, Jude Law, Ian Holm, Willem Dafoe, Don McKellar                                                   |  |
| 14 kwietnia | Happy Together         | Hongkong          | Wong Kar-Wai                  | Leslie Cheung, Tony Leung Chiu Wai, Chang Chen, Gregory Dayton, Shirley Kwan                                           |  |
| 14 kwietnia | Koniec romansu         | /                 | Neil Jordan                   | Ralph Fiennes, Stephen Rea, Julianne Moore, Jason Isaacs, James Bolam                                                  |  |
| 14 kwietnia | Magnolia               | Stany Zjednoczone | P.T. Anderson                 | Julianne Moore, William H. Macy, John C. Reilly, Tom Cruise, Philip Baker Hall                                         |  |
| 14 kwietnia | W matni                | Stany Zjednoczone | Jonathan Kaplan               | Claire Danes, Kate Beckinsale, Bill Pullman, Jacqueline Kim, Lou Diamond Phillips                                      |  |
| 21 kwietnia | Tylko miłość           | Stany Zjednoczone | Rob Reiner                    | Bruce Willis, Michelle Pfeiffer, Tim Matheson, Rob Reiner, Julie Hagerty                                               |  |
| 21 kwietnia | Chłopaki na Ibizie     | Wielka Brytania   | Ed Bye                        | Harry Enfield Kathy Burke, Rhys Ifans, James Fleet, Louisa Rix Laura Fraser, Tabitha Wady                              |  |
| 24 kwietnia | Maria Magdalena        | /                 | Raffaele Mertes               | Maria Grazia Cucinotta, Danny Quinn, Gottfried John, Benjamin Sadler, Imanol Arias, Ambra Angiolini, Thure Riefenstein |  |
| 28 kwietnia | American Pie           | Stany Zjednoczone | Paul Weitz                    | Jason Biggs, Chris Klein, Thomas Ian Nicholas, Alyson Hannigan, Shannon Elizabeth                                      |  |
| 28 kwietnia | Dzieci niebios         |                   | Majid Majidi                  | Mohammad Amir Naji, Amir Farrokh Hashemian, Bahare Seddiqi, Nafise Jafar-Mohammadi                                     |  |
| 28 kwietnia | Królestwo II           | /                 | Morten Arnfred Lars von Trier | Ernst-Hugo Järegård, Peter Mygind, Kirsten Rolffes, Holger Juul Hansen, Søren Pilmark                                  |  |
| 28 kwietnia | Nie czas na łzy        | Stany Zjednoczone | Kimberly Peirce               | Hilary Swank, Chloë Sevigny, Peter Sarsgaard, Brendan Sexton III, Alicia Goranson                                      |  |

#### maj
| Data    | Tytuł filmu                  | Kraj              | Reżyseria         | Obsada                                                                                |
| ------- | ---------------------------- | ----------------- | ----------------- | ------------------------------------------------------------------------------------- |
| 5 maja  | Chłopak na gwałt poszukiwany | Wielka Brytania   | Kay Mellor        | Kerry Fox, Ray Winstone, Ben Daniels, David Morrissey, Jennifer Saunders              |
| 5 maja  | Jak wykończyć panią T.?      | Stany Zjednoczone | Kevin Williamson  | Helen Mirren, Katie Holmes, Jeffrey Tambor, Barry Watson, Marisa Coughlan             |
| 5 maja  | Misja na Marsa               | Stany Zjednoczone | Brian De Palma    | Gary Sinise, Tim Robbins, Don Cheadle, Connie Nielsen, Jerry O’Connell                |
| 5 maja  | Przerwana lekcja muzyki      | /                 | James Mangold     | Winona Ryder, Angelina Jolie, Clea DuVall, Brittany Murphy, Elisabeth Moss            |
| 12 maja | Beczka prochu                |                   | Goran Paskaljević | Mira Banjac, Ivan Bekjarev, Aleksandar Berček, Vojislav Brajović, Azra Cengić         |
| 12 maja | Człowiek z księżyca          | Stany Zjednoczone | Miloš Forman      | Jim Carrey, Danny DeVito, Paul Giamatti, Brittany Colonna                             |
| 12 maja | Human Traffic                | /                 | Justin Kerrigan   | John Simm, Lorraine Pilkington, Shaun Parkes, Nicola Reynolds, Danny Dyer             |
| 12 maja | Gra o miłość                 | Stany Zjednoczone | Sam Raimi         | Kevin Costner, Kelly Preston, John C. Reilly, Jena Malone, Brian Cox                  |
| 12 maja | Nazwij to snem               | /                 | Lynne Ramsay      | Tommy Flanagan, Mandy Matthews, William Eadie, Michelle Stewart, Lynne Ramsay Jr.     |
| 12 maja | Stalowy gigant               | Stany Zjednoczone | Brad Bird         | Dubbing: Jennifer Aniston, Harry Connick Jr., Vin Diesel, James Gammon                |
| 19 maja | Element zbrodni              | Dania             | Lars von Trier    | Michael Elphick, Esmond Knight, Me Me Lai, Jerold Wells, Ahmed El Shenawi             |
| 19 maja | Erin Brockovich              | Stany Zjednoczone | Steven Soderbergh | Julia Roberts, Albert Finney, Aaron Eckhart, Marg Helgenberger, Peter Coyote          |
| 19 maja | Panna Julia                  | /                 | Mike Figgis       | Saffron Burrows, Peter Mullan, Maria Doyle Kennedy, Tam Dean Burn, Heathcote Williams |
| 26 maja | Charlie Cykor                | Stany Zjednoczone | Eric Blakeney     | Liam Neeson, Oliver Platt, José Zúñiga, Sandra Bullock, Michael DeLorenzo             |
| 26 maja | Million Dollar Hotel         | /                 | Wim Wenders       | Jeremy Davies, Milla Jovovich, Mel Gibson, Jimmy Smits, Peter Stormare                |
| 26 maja | Tygrys i przyjaciele         | /                 | Jun Falkenstein   | Dubbing: Jim Cummings, Nikita Hopkins, Ken Sansom, John Fiedler, Peter Cullen         |
| 26 maja | Złoto pustyni                | /                 | David O. Russell  | George Clooney, Mark Wahlberg, Ice Cube, Spike Jonze, Cliff Curtis                    |

#### czerwiec
| Data       | Tytuł filmu                                | Kraj              | Reżyseria          | Obsada                                                                           |
| ---------- | ------------------------------------------ | ----------------- | ------------------ | -------------------------------------------------------------------------------- |
| 2 czerwca  | Ciemna strona miasta                       | Stany Zjednoczone | Martin Scorsese    | Nicolas Cage, Patricia Arquette, John Goodman, Ving Rhames, Tom Sizemore         |
| 2 czerwca  | Opętanie                                   | Stany Zjednoczone | David Koepp        | Kevin Bacon, Kathryn Erbe, Illeana Douglas, Kevin Dunn, Conor O’Farrell          |
| 2 czerwca  | Pitch Black                                | Stany Zjednoczone | David Twohy        | Vin Diesel, Radha Mitchell, Cole Hauser, Keith David, Lewis Fitz-Gerald          |
| 9 czerwca  | 1900: Człowiek legenda                     | Włochy            | Giuseppe Tornatore | Tim Roth, Pruitt Taylor Vince, Bill Nunn, Clarence Williams III, Mélanie Thierry |
| 9 czerwca  | Boski żigolo                               | Stany Zjednoczone | Mike Mitchell      | Rob Schneider, William Forsythe, Eddie Griffin, Arija Bareikis, Oded Fehr        |
| 9 czerwca  | Powiew nocy                                | /                 | Philippe Garrel    | Catherine Deneuve, Daniel Duval, Xavier Beauvois, Jacques Lassalle               |
| 9 czerwca  | Trzeci cud                                 | Stany Zjednoczone | Agnieszka Holland  | Ed Harris, Anne Heche, Armin Mueller-Stahl, Charles Haid, Michael Rispoli        |
| 9 czerwca  | Wspaniały Joe                              | /                 | Stephen Metcalfe   | Sharon Stone, Billy Connolly, Gil Bellows, Jurnee Smollett, Dillon Moen          |
| 16 czerwca | Kochankowie z kręgu polarnego              | /                 | Julio Medem        | Najwa Nimri, Fele Martínez, Nancho Novo, Maru Valdivielso, Peru Medem            |
| 23 czerwca | 28 dni                                     | Stany Zjednoczone | Betty Thomas       | Sandra Bullock, Viggo Mortensen, Dominic West, Elizabeth Perkins, Azura Skye     |
| 23 czerwca | Powrót do raju                             | Stany Zjednoczone | Joseph Ruben       | Vince Vaughn, Anne Heche, Joaquin Phoenix, David Conrad, Vera Farmiga            |
| 30 czerwca | 60 sekund                                  | Stany Zjednoczone | Dominic Sena       | Nicolas Cage, Giovanni Ribisi, Angelina Jolie, Delroy Lindo, Robert Duvall       |
| 30 czerwca | Klub 54                                    | Stany Zjednoczone | Mark Christopher   | Ryan Phillippe, Salma Hayek, Neve Campbell, Mike Myers, Sela Ward                |
| 30 czerwca | Pensjonat dla świrów, czyli hotel Paradiso | Wielka Brytania   | Adrian Edmondson   | Rik Mayall, Adrian Edmondson, Vincent Cassel, Hélène Mahieu, Bill Nighy          |
| 30 czerwca | Układ prawie idealny                       | Stany Zjednoczone | John Schlesinger   | Madonna, Rupert Everett, Benjamin Bratt, Illeana Douglas, Michael Vartan         |

#### lipiec
| Data     | Tytuł filmu                          | Kraj              | Reżyseria                                   | Obsada                                                                           |
| -------- | ------------------------------------ | ----------------- | ------------------------------------------- | -------------------------------------------------------------------------------- |
| 7 lipca  | Fantazja 2000                        | Stany Zjednoczone | James Algar Gaëtan Brizzi Paul Brizzi i in. | Leopold Stokowski, Ralph Grierson, Kathleen Battle, Steve Martin, Itzhak Perlman |
| 7 lipca  | Kawaler                              | Stany Zjednoczone | Gary Sinyor                                 | Chris O’Donnell, Renée Zellweger, Artie Lange, Edward Asner, Hal Holbrook        |
| 7 lipca  | O mały głos                          | Wielka Brytania   | Mark Herman                                 | Brenda Blethyn, Jane Horrocks, Ewan McGregor, Philip Jackson, Michael Caine      |
| 14 lipca | Gladiator                            | /                 | Ridley Scott                                | Russell Crowe, Joaquin Phoenix, Connie Nielsen, Oliver Reed, Richard Harris      |
| 21 lipca | Przeboje i podboje                   | /                 | Stephen Frears                              | John Cusack, Jack Black, Lisa Bonet, Tim Robbins, Catherine Zeta-Jones           |
| 21 lipca | Żona astronauty                      | Stany Zjednoczone | Rand Ravich                                 | Johnny Depp, Charlize Theron, Clea DuVall, Donna Murphy, Nick Cassavetes         |
| 28 lipca | Flintstonowie: Niech żyje Rock Vegas | Stany Zjednoczone | Brian Levant                                | Mark Addy, Stephen Baldwin, Kristen Johnston, Jane Krakowski, Joan Collins       |
| 28 lipca | Patriota                             | /                 | Roland Emmerich                             | Mel Gibson, Heath Ledger, Joely Richardson, Jason Isaacs, Chris Cooper           |
| 28 lipca | Simpatico                            | /                 | Matthew Warchus                             | Nick Nolte, Jeff Bridges, Sharon Stone, Catherine Keener, Albert Finney          |

#### sierpień
| Data        | Tytuł filmu            | Kraj              | Reżyseria              | Obsada                                                                            |
| ----------- | ---------------------- | ----------------- | ---------------------- | --------------------------------------------------------------------------------- |
| 4 sierpnia  | Agent XXL              | /                 | Raja Gosnell           | Martin Lawrence, Nia Long, Paul Giamatti, Jascha Washington, Terrence Howard      |
| 4 sierpnia  | Sekta                  | Stany Zjednoczone | Rob Cohen              | Joshua Jackson, Paul Walker, Hill Harper, Leslie Bibb, William L. Petersen        |
| 4 sierpnia  | Szara Sowa             | /                 | Richard Attenborough   | Pierce Brosnan, Stewart Bick, Vlasta Vrana, Annie Galipeau, Neil Kroetsch         |
| 4 sierpnia  | Wierność               | Francja           | Andrzej Żuławski       | Sophie Marceau, Pascal Greggory, Guillaume Canet, Michel Subor, Magali Noël       |
| 11 sierpnia | Mission: Impossible II | /                 | John Woo               | Tom Cruise, Dougray Scott, Thandie Newton, Ving Rhames, Richard Roxburgh          |
| 18 sierpnia | Titan – Nowa Ziemia    | Stany Zjednoczone | Don Bluth Gary Goldman | Dubbing: Matt Damon, Bill Pullman, John Leguizamo, Nathan Lane, Janeane Garofalo  |
| 25 sierpnia | Gniew oceanu           | Stany Zjednoczone | Wolfgang Petersen      | George Clooney, Mark Wahlberg, Diane Lane, John C. Reilly, William Fichtner       |
| 25 sierpnia | Jak ugryźć 10 milionów | Stany Zjednoczone | Jonathan Lynn          | Bruce Willis, Matthew Perry, Rosanna Arquette, Michael Clarke Duncan, Amanda Peet |
| 25 sierpnia | Kumpel do bicia        | Stany Zjednoczone | Ron Shelton            | Antonio Banderas, Woody Harrelson, Lolita Davidovich, Tom Sizemore, Lucy Liu      |
| 25 sierpnia | Wielka niedźwiedzica   | /                 | Stewart Raffill        | Bryan Brown, Tom Jackson, Oliver Tobias, Richard Harris, Daniel Clark             |
| 25 sierpnia | Zakazany owoc          | Stany Zjednoczone | Edward Norton          | Ben Stiller, Edward Norton, Jenna Elfman, Anne Bancroft, Eli Wallach              |

#### wrzesień
| Data        | Tytuł filmu           | Kraj              | Reżyseria                                        | Obsada                                                                                 |
| ----------- | --------------------- | ----------------- | ------------------------------------------------ | -------------------------------------------------------------------------------------- |
| 1 września  | Częstotliwość         | Stany Zjednoczone | Gregory Hoblit                                   | Dennis Quaid, James Caviezel, Shawn Doyle, Elizabeth Mitchell, Andre Braugher          |
| 1 września  | Ja, Irena i Ja        | Stany Zjednoczone | Bobby Farrelly Peter Farrelly                    | Jim Carrey, Renée Zellweger, Anthony Anderson, Mongo Brownlee, Jerod Mixon             |
| 8 września  | Człowiek widmo        | /                 | Paul Verhoeven                                   | Elisabeth Shue, Kevin Bacon, Josh Brolin, Kim Dickens, Greg Grunberg                   |
| 8 września  | Księżniczka Mononoke  | Japonia           | Hayao Miyazaki                                   | Dubbing: Yôji Matsuda, Yuriko Ishida, Yûko Tanaka, Kaoru Kobayashi                     |
| 8 września  | Męska gra             | Stany Zjednoczone | Oliver Stone                                     | Al Pacino, Cameron Diaz, Dennis Quaid, James Woods, Jamie Foxx, LL Cool J              |
| 8 września  | Ostra jazda           | Stany Zjednoczone | Todd Phillips                                    | Breckin Meyer, Seann William Scott, Amy Smart, Paulo Costanzo, DJ Qualls               |
| 15 września | Folwark zwierzęcy     | Stany Zjednoczone | John Stephenson                                  | Dubbing: Patrick Stewart, Peter Ustinov, Kelsey Grammer, Ian Holm, Julia Louis-Dreyfus |
| 15 września | Śmiertelnie proste    | Stany Zjednoczone | Joel Coen                                        | John Getz, Frances McDormand, Dan Hedaya, M. Emmet Walsh, Samm-Art Williams            |
| 22 września | Droga do El Dorado    | Stany Zjednoczone | Bibo Bergeron Will Finn Don Paul David Silverman | Dubbing: Kevin Kline, Kenneth Branagh, Rosie Perez, Armand Assante                     |
| 22 września | Z tobą lub bez ciebie | Wielka Brytania   | Michael Winterbottom                             | Christopher Eccleston, Dervla Kirwan, Yvan Attal, Julie Graham, Alun Armstrong         |
| 29 września | Angol                 | Stany Zjednoczone | Steven Soderbergh                                | Terence Stamp, Lesley Ann Warren, Luis Guzmán, Nicky Katt, Peter Fonda                 |
| 29 września | Bitwa o Ziemię        | Stany Zjednoczone | Roger Christian                                  | John Travolta, Barry Pepper, Forest Whitaker, Kim Coates, Sabine Karsenti              |

#### październik
| Data            | Tytuł filmu                        | Kraj              | Reżyseria                | Obsada                                                                                    |
| --------------- | ---------------------------------- | ----------------- | ------------------------ | ----------------------------------------------------------------------------------------- |
| 6 października  | Gruby i chudszy 2: Rodzina Klumpów | Stany Zjednoczone | Peter Segal              | Eddie Murphy, Janet Jackson, Larry Miller, John Ales, Jamal Mixon                         |
| 6 października  | Uwikłany                           | Stany Zjednoczone | John Frankenheimer       | Ben Affleck, Charlize Theron, Gary Sinise, James Frain, Dennis Farina                     |
| 6 października  | Wygrane marzenia                   | Stany Zjednoczone | David McNally            | Piper Perabo, Adam Garcia, John Goodman, Maria Bello, Izabella Miko                       |
| 6 października  | Złodziejaszek                      | Francja           | Érick Zonca              | Nicolas Duvauchelle, Yann Trégouët, Jean-Jérôme Esposito, Martial Bezot                   |
| 13 października | Regulamin zabijania                | /                 | William Friedkin         | Tommy Lee Jones, Samuel L. Jackson, Guy Pearce, Ben Kingsley, Bruce Greenwood             |
| 13 października | X-Men                              | Stany Zjednoczone | Bryan Singer             | Hugh Jackman, Patrick Stewart, Ian McKellen, Famke Janssen, James Marsden                 |
| 20 października | American Psycho                    | Stany Zjednoczone | Mary Harron              | Christian Bale, Justin Theroux, Josh Lucas, Bill Sage, Chloë Sevigny, Willem Dafoe        |
| 20 października | Cuba Feliz                         | /                 | Karim Dridi              | ----                                                                                      |
| 20 października | Krzyk 3                            | Stany Zjednoczone | Wes Craven               | Neve Campbell, Courteney Cox, David Arquette, Parker Posey, Liev Schreiber                |
| 20 października | Oszukać przeznaczenie              | /                 | James Wong               | Devon Sawa, Ali Larter, Kerr Smith, Kristen Cloke, Daniel Roebuck                         |
| 20 października | Tańcząc w ciemnościach             | /                 | Lars von Trier           | Björk, Catherine Deneuve, David Morse, Peter Stormare, Joel Grey                          |
| 20 października | Uciekające kurczaki                | Wielka Brytania   | Peter Lord Nick Park     | Dubbing: Julia Sawalha, Timothy Spall, Mel Gibson, Imelda Staunton, Lynn Ferguson         |
| 27 października | Ame agaru                          | /                 | Takashi Koizumi          | Akira Terao, Yoshiko Miyazaki, Shirô Mifune, Fumi Dan, Hisashi Igawa                      |
| 27 października | Himayala – Dzieciństwo wodza       | /                 | Eric Valli               | Thilen Lhondup, Gurgon Kyap, Lhakpa Tsamchoe, Karma Wangel, Karma Tensing                 |
| 27 października | Lato albo 27 straconych pocałunków | /                 | Nana Dżordżadze          | Nuca Kuchianidze, Jewgienij Sidichin, Szałwa Jaszwili, Pierre Richard, Amalija Mordwinowa |
| 27 października | Luna Papa                          | /                 | Bachtijar Chudojnazarow  | Czułpan Chamatowa, Moritz Bleibtreu, Ato Mukhamedzhanov, Merab Ninidze                    |
| 27 października | Rudolf czerwononosy Renifer        | Stany Zjednoczone | William R. Kowalchuk Jr. | Dubbing: Eric Pospisil, Kathleen Barr, John Goodman, Whoopi Goldberg, Debbie Reynolds     |
| 27 października | Stop Making Sense                  | Stany Zjednoczone | Jonathan Demme           | Talking Heads                                                                             |
| 27 października | Strefa wojny                       | /                 | Tim Roth                 | Ray Winstone, Lara Belmont, Freddie Cunliffe, Tilda Swinton, Colin Farrell                |

#### listopad
| Data         | Tytuł filmu       | Kraj              | Reżyseria                                     | Obsada                                                                                |
| ------------ | ----------------- | ----------------- | --------------------------------------------- | ------------------------------------------------------------------------------------- |
| 3 listopada  | Łaźnia            |                   | Zhang Yang                                    | Jiayi Du, Wu Jiang, Ding Li, Quanxin Pu, He Zeng, Xu Zhu                              |
| 3 listopada  | Przekręt          | /                 | Guy Ritchie                                   | Jason Statham, Benicio del Toro, Brad Pitt, Dennis Farina, Vinnie Jones               |
| 3 listopada  | Romeo musi umrzeć | Stany Zjednoczone | Andrzej Bartkowiak                            | Jet Li, Aaliyah, Isaiah Washington, Russell Wong, Delroy Lindo                        |
| 3 listopada  | Shaft             | /                 | John Singleton                                | Samuel L. Jackson, Vanessa Williams, Jeffrey Wright, Christian Bale, Busta Rhymes     |
| 3 listopada  | U-571             | /                 | Jonathan Mostow                               | Matthew McConaughey, Bill Paxton, Harvey Keitel, Jon Bon Jovi, David Keith            |
| 10 listopada | Co kryje prawda   | Stany Zjednoczone | Robert Zemeckis                               | Harrison Ford, Michelle Pfeiffer, Katharine Towne, Miranda Otto, James Remar          |
| 10 listopada | Słodki drań       | Stany Zjednoczone | Woody Allen                                   | Sean Penn, Samantha Morton, Uma Thurman, Anthony LaPaglia, James Urbaniak             |
| 10 listopada | Straszny film     | Stany Zjednoczone | Keenen Ivory Wayans                           | Anna Faris, Regina Hall, Marlon Wayans, Shannon Elizabeth, Lochlyn Munro              |
| 17 listopada | Dzieciak          | Stany Zjednoczone | Jon Turteltaub                                | Bruce Willis, Spencer Breslin, Emily Mortimer, Lily Tomlin, Jean Smart                |
| 17 listopada | Kosmiczni kowboje | /                 | Clint Eastwood                                | Clint Eastwood, Tommy Lee Jones, Donald Sutherland, James Garner, James Cromwell      |
| 17 listopada | Maybe Baby        | Wielka Brytania   | Ben Elton                                     | Joely Richardson, Hugh Laurie, Matthew Macfadyen, Adrian Lester, Emma Thompson        |
| 17 listopada | Opowieści z metra | Wielka Brytania   | Bob Hoskins Stephen Hopkins Gaby Dellal i in. | ----                                                                                  |
| 17 listopada | Słoneczna aleja   | Niemcy            | Leander Haußmann                              | Alexander Scheer, Alexander Beyer, Katharina Thalbach, Teresa Weißbach, Detlev Buck   |
| 17 listopada | Syn Jezusa        | /                 | Alison Maclean                                | Billy Crudup, Samantha Morton, Steve Buck, Ben Shenkman, Scott Oster                  |
| 17 listopada | Wojny domowe      | Wielka Brytania   | Damien O’Donnell                              | Om Puri, Linda Bassett, Jordan Routledge, Archie Panjabi, Emil Marwa                  |
| 24 listopada | Cela              | /                 | Tarsem Singh                                  | Jennifer Lopez, Marianne Jean-Baptiste, Vincent D’Onofrio, Vince Vaughn, James Gammon |
| 24 listopada | Dinozaur          | Stany Zjednoczone | Eric Leighton Ralph Zondag                    | Dubbing: D.B. Sweeney, Alfre Woodard, Ossie Davis, Max Casella, Hayden Panettiere     |
| 24 listopada | Oniegin           | /                 | Martha Fiennes                                | Ralph Fiennes, Liv Tyler, Toby Stephens, Lena Headey, Martin Donovan                  |
| 24 listopada | Tytus Andronikus  | /                 | Julie Taymor                                  | Anthony Hopkins, Jessica Lange, Raz Degan, Jonathan Rhys Meyers, Matthew Rhys         |

#### grudzień
| Data       | Tytuł filmu                    | Kraj              | Reżyseria        | Obsada                                                                            |
| ---------- | ------------------------------ | ----------------- | ---------------- | --------------------------------------------------------------------------------- |
| 1 grudnia  | Aniołki Charliego              | /                 | McG              | Cameron Diaz, Drew Barrymore, Lucy Liu, Bill Murray, Sam Rockwell                 |
| 1 grudnia  | Pamiętnik                      | /                 | Ron Howard       | Jim Carrey, Taylor Momsen, Jeffrey Tambor, Christine Baranski, Bill Irwin         |
| 1 grudnia  | Happy, Texas                   | Stany Zjednoczone | Mark Illsley     | Steve Zahn, Jeremy Northam, William H. Macy, Ally Walker, Illeana Douglas         |
| 1 grudnia  | Pierwsze oczarowanie           | /                 | Hugh Hudson      | Colin Firth, Rosemary Harris, Irène Jacob, Mary Elizabeth Mastrantonio            |
| 1 grudnia  | Sex Pistols: Wściekłość i brud | /                 | Julien Temple    | ----                                                                              |
| 8 grudnia  | Zasady walki                   | /                 | Christian Duguay | Wesley Snipes, Anne Archer, Marie Matiko, Cary-Hiroyuki Tagawa, Michael Biehn     |
| 8 grudnia  | Cedry pod śniegiem             | Stany Zjednoczone | Scott Hicks      | Ethan Hawke, Youki Kudoh, Rick Yune, Max von Sydow, James Cromwell                |
| 8 grudnia  | Dogma                          | Stany Zjednoczone | Kevin Smith      | Matt Damon, Ben Affleck, Salma Hayek, Alan Rickman, Alanis Morissette, Chris Rock |
| 8 grudnia  | Wdowa św. Piotra               | /                 | Patrice Leconte  | Juliette Binoche, Daniel Auteuil, Emir Kusturica, Michel Duchaussoy               |
| 15 grudnia | Kowboj z Szanghaju             | /                 | Tom Dey          | Jackie Chan, Owen Wilson, Lucy Liu, Roger Yuan, Jason Connery                     |
| 15 grudnia | Mansfield Park                 | Wielka Brytania   | Patricia Rozema  | Frances O’Connor, Jonny Lee Miller, Victoria Hamilton, Hugh Bonneville            |
| 26 grudnia | Poznaj mojego tatę             | Stany Zjednoczone | Jay Roach        | Robert De Niro, Ben Stiller, Teri Polo, Blythe Danner, Nicole DeHuff              |
| 26 grudnia | Siostra Betty                  | /                 | Neil LaBute      | Morgan Freeman, Renée Zellweger, Chris Rock, Greg Kinnear, Aaron Eckhart          |
| 29 grudnia | Tylko w duecie                 | Stany Zjednoczone | Bruce Paltrow    | Maria Bello, Paul Giamatti, Andre Braugher, Gwyneth Paltrow, Scott Speedman       |

## Nagrody filmowe
- Oskary
  - Najlepszy film – Gladiator
  - Najlepszy aktor – Russell Crowe Gladiator
  - Najlepsza aktorka – Julia Roberts Erin Brockovich
  - Wszystkie kategorie: 73. ceremonia wręczenia Oscarów
- Festiwal w Cannes
  - Złota Palma: Lars von Trier – Tańcząc w ciemnościach
- Festiwal w Berlinie
  - Złoty Niedźwiedź: Paul Thomas Anderson – Magnolia
- Festiwal w Wenecji
  - Złoty Lew: Dżafar Panahi – Krąg
- XXV Festiwal Polskich Filmów Fabularnych
  - Złote Lwy: Życie jako śmiertelna choroba przenoszona drogą płciową – reż. Krzysztof Zanussi

- VIII Międzynarodowy Festiwal Sztuki Autorów Zdjęć Filmowych Camerimage, Łódź
  - Złota Żaba: Rodrigo Prieto za zdjęcia do filmu Amores perros
  - Srebrna Żaba: Robert Fraisse za zdjęcia do filmu Vatel
  - Brązowa Żaba: Philip Ogaard za zdjęcia do filmu Aberdeen